# Francisco García del Cid Arias
Francisco García del Cid Arias (Màlaga, 22 de setembre de 1897 - Barcelona, 21 d'octubre de 1965) va ser un científic i professor universitari espanyol.
Després que la família es traslladés aviat a Tarragona, pel treball del pare, i un cop acabats els estudis de secundària, el 1918 es va llicenciar en Ciències Naturals per la Universitat de Barcelona i, posteriorment, el 1922 es va doctorar en Ciències per la Universitat de Madrid, amb una tesi sobre ictiologia. Més endavant, el 1930, es va graduar a la Facultat de Medicina de la Universitat de Barcelona en Medicina i Cirurgia. Va exercir com a professor de Zoologia a l'Escola Superior d'Agricultura de Barcelona entre els anys 1922 i 1953, i més tard, a la Facultat de Ciències de la Universitat de Barcelona, on fou catedràtic de Zoologia dels Artròpodes el 1942. Es va dedicar a l'ensenyament de Biologia marina. El seu nomenament com a membre del Patronat Alonso de Herrera (CSIC), de ciències naturals i agrícoles, va afavorir una activitat d'àmbit internacional. Els contactes amb la Stazione Zoologica di Napoli, les investigacions portades a terme durant la seva tesi doctoral, l'interès del govern espanyol i la difícil situació política de l'Institut Espanyol d'Oceanografia, van fer que García del Cid s'interessés per les ciències marines. El 1943, es va convertir en el primer director de l'Institut de Biologia Aplicada dependent del Consell Superior d'Investigacions Científiques, i el 1951 de l'Institut d'Investigacions Pesqueres, càrrec, aquest darrer, que García del Cid ocuparia fins a la seva mort ocorreguda per accident l'octubre del 1965, a l'edat de 68 anys.
El primer vaixell oceanogràfic de l'IIP, construït a Tarragona el 1977, duu el seu nom. Va fundar la revista Publicaciones del Instituto de Biología Aplicada. Fou distingit per la seva tasca i mèrits amb la Gran Creu de l'Orde Civil d'Alfons X el Savi (1964).
El 1952 va ingressar com a membre de la Reial Acadèmia de Ciències i Arts de Barcelona, amb el treball sobre una varietat de tèrmits: La amenaza de los comegenes. Malgrat la diversitat de camps que va tractar, la seva principal preocupació científica va trobar-se en el camp de la ictiologia i la zoologia aplicades.